# 屈尼
屈尼（法語：Cugny，法語發音：[kyɲi]）是法国上法蘭西大區埃纳省的一个市镇，属于圣康坦区。

## 地理
屈尼（49°42'26"N, 3°9'12"E）面积9.4 平方千米，位于法国上法蘭西大區埃纳省，该省份为法国北部内陆省份，北起北部省，西接索姆省和瓦兹省，东临阿登省和马恩省，西南至塞纳-马恩省，东北部与比利时接壤。
与屈尼接壤的市镇（或旧市镇、城区）包括：阿努瓦、博蒙昂贝讷、拉讷维尔昂贝讷、奥勒济、索梅特-欧库尔。

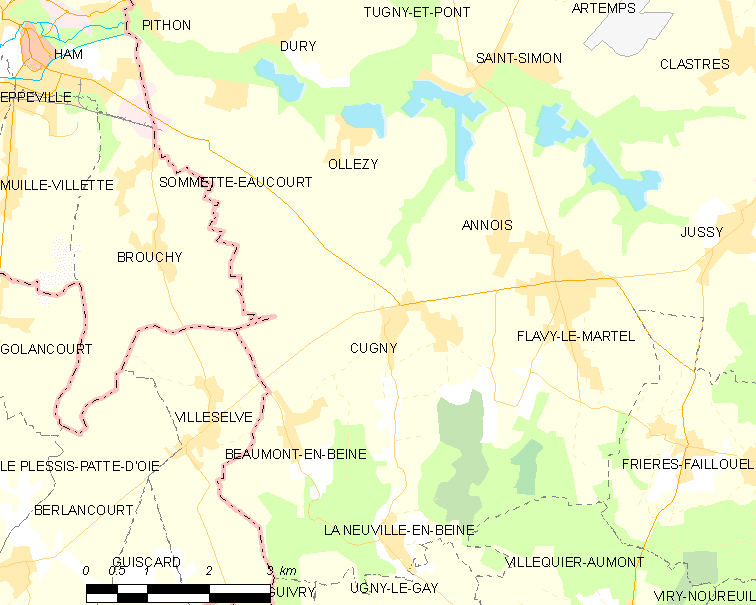
屈尼的OSM定位图

屈尼的时区为UTC+01:00、UTC+02:00（夏令时）。

## 行政
屈尼的邮政编码为02480，INSEE市镇编码为02246。

## 政治
屈尼所属的省级选区为里布蒙县。

## 人口

1962-2008年间屈尼人口变化图示

屈尼于2022年1月1日时的人口数量为605人。